# Tratados de Cateau-Cambrésis

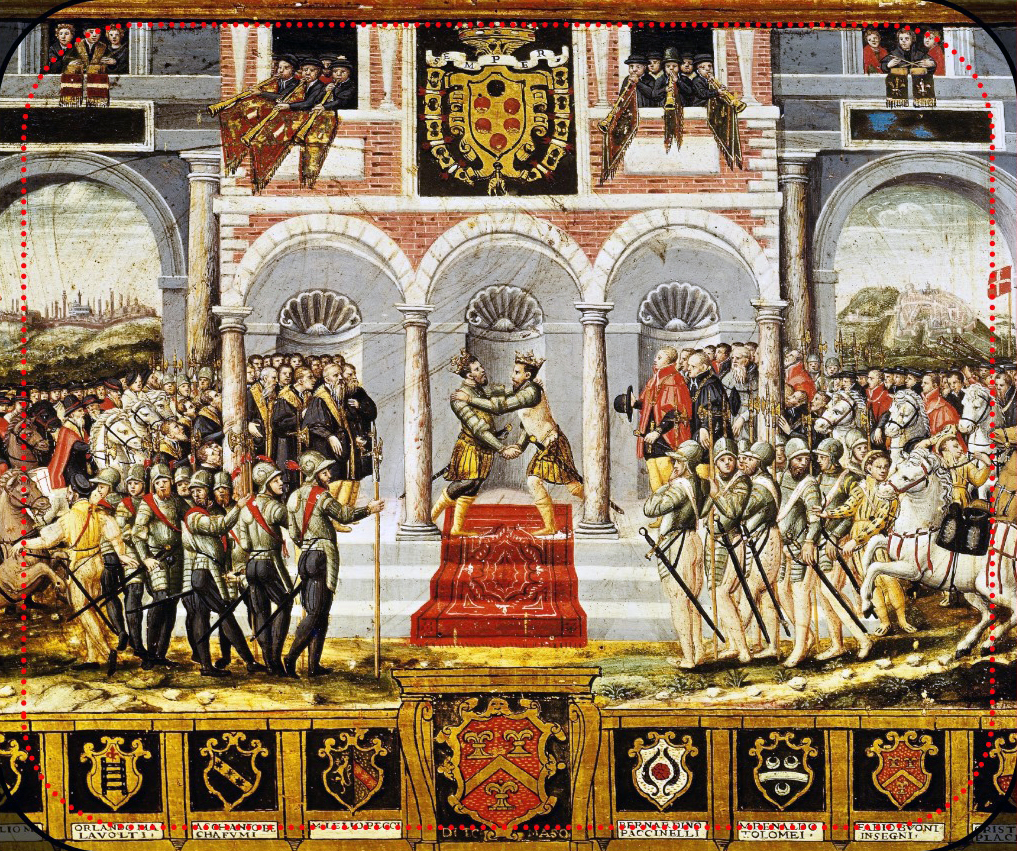
A paz de Cateau-Cambresis ou a reconciliação simbólica entre a França e os Habsburgos.

A paz de Cateau-Cambrésis designa os tratados de paz assinados a 2 e 3 de abril de 1559 que colocam termo ao conflito entre o Reino de França por um lado, e a Espanha e o Sacro Império Romano-Germânico por outro. 
É considerado como o mais importante tratado europeu do século XVI e as suas disposições ficaram em vigor durante mais de um século, dando início a nova situação geopolítica internacional, marcada pelo fim da ingerência da França na Itália, e terminando definitivamente com as guerras italianas e ao início da predominância espanhola na península italiana. 
Os dois tratados então celebrados devem o seu nome à comuna de Le Cateau-Cambrésis, situada a 20 km a leste de Cambrai. As negociações iniciaram-se na Abadia de Cercamps, sendo concluídas no castelo de Cateau-Cambrésis.

## Os tratados

### Primeiro tratado (França/Inglaterra)
O primeiro tratado foi assinado a 2 de abril de 1559, entre os plenipotenciários do rei Henrique II da França e da rainha Isabel I de Inglaterra. A jovem Isabel I, que, em janeiro desse ano sucedera à sua meia irmã católica, Maria I de Inglaterra, impusera uma nova religião ao seu país e procurava afirmar-se quer a nível interno, quer internacional. Assim:
- Inglaterra abandona Calais à França, tendo como contrapartida um pagamento de 500 000 escudos de ouro (Calais fora tomada de surpresa aos ingleses a 8 de janeiro de 1558, após um cerco de apenas oito dias.[2]

### Segundo tratado (França/Espanha)
O segundo tratado, igualmente chamado paz de Cateau-Cambrésis, foi negociado na abadia de Cercamps (próxima de Arras), e assinada a 3 de abril de 1559 entre os plenipotenciários dos reis de França e de Espanha, Henrique II e Filipe II, respectivamente, colocando um fim às Guerras Italianas, e às intervenções francesas na península. Mas este tratado é sobretudo notável pela longevidade dos acordos ali atingidos, que previam:
- Os Três-Bispados (Metz, Toul e Verdun), apesar de formalmente fazerem parte do Sacro Império, embora não referidos no tratado, permanecem de facto ligados à França que os havia conquistado e ocupado desde 1552.[4]
- A França devolve o ducado de Saboia e as principais praças do Piemonte, o Charolais, le Bugey e Bresse ao duque de Saboia Emanuel Felisberto, aliado de Espanha.
- A França devolve ainda a Córsega à República de Génova, e o Monferrato ao Duque de Mântua;
- Por fim, a França renuncia às suas pretensões sobre o ducado de Milão e sobre o Franco Condado.
- Apesar de desocupar as praças da Flandres, a França mantém o domínio das cidades piemontesa de Turim, Pinerolo, Savigliano, Chivas, Chieri e o marquesado de Saluzzo;
- Na Picardia a França recupera algumas praças forte, como Saint-Quentin, Ham e Le Catelet.

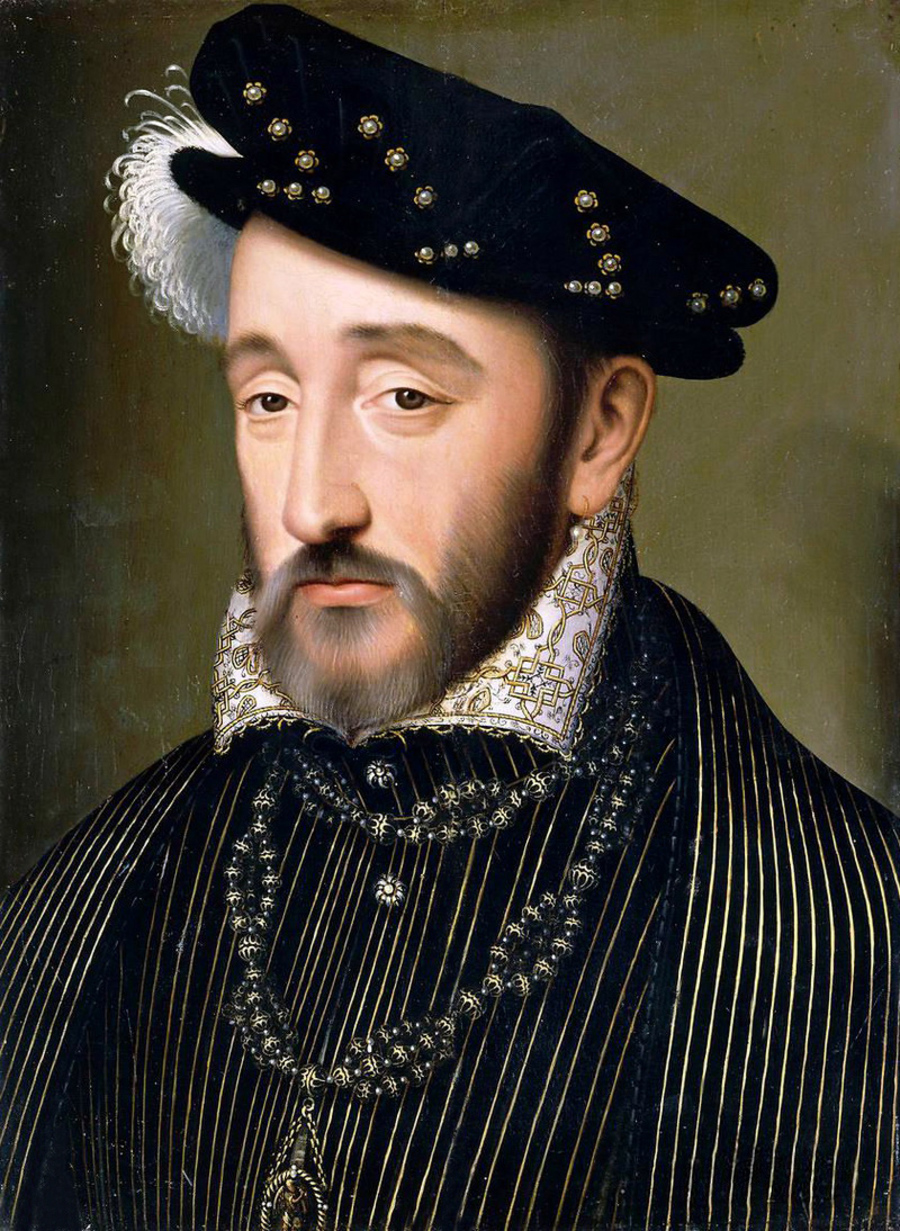
Henrique II de França
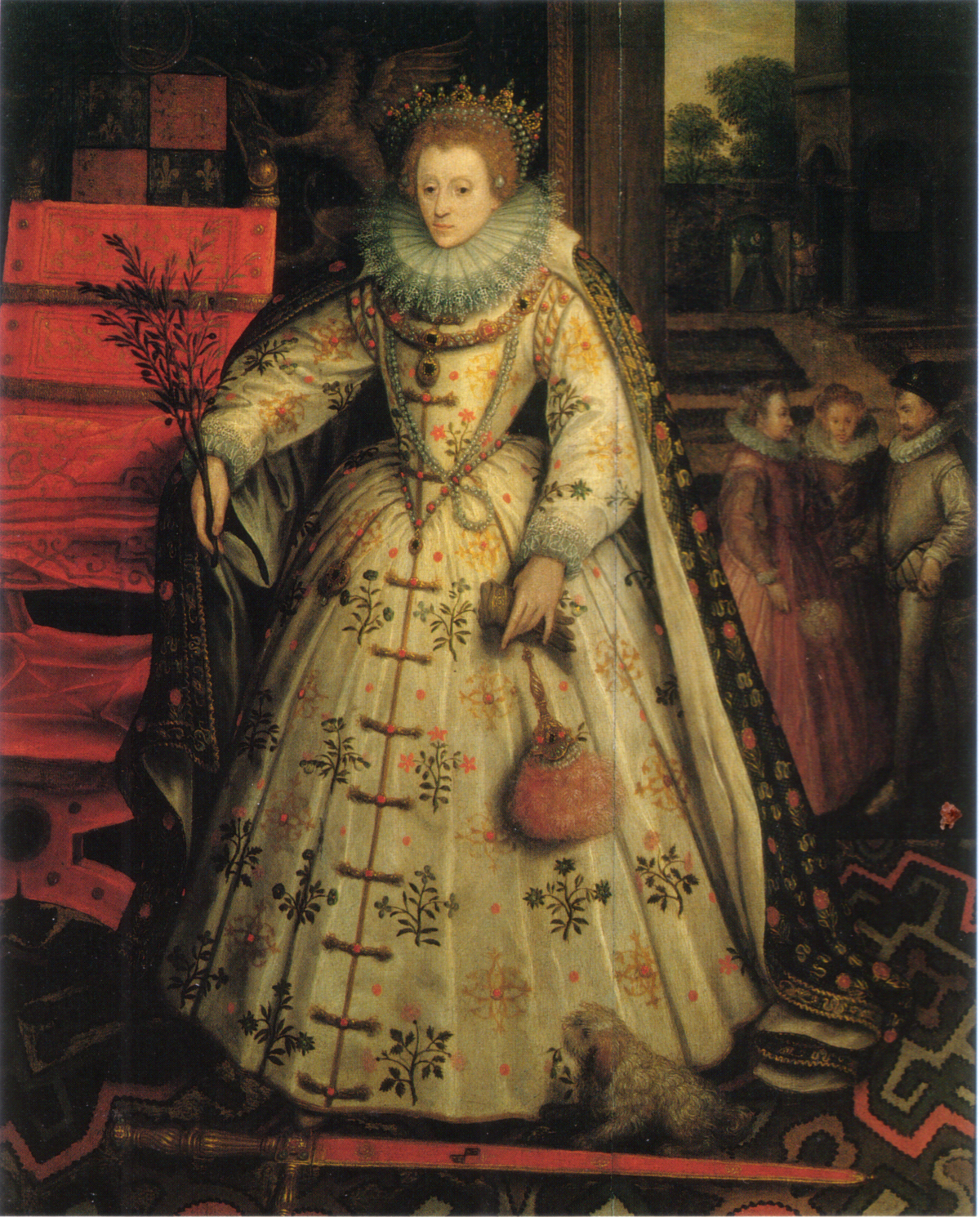
Isabel I de Inglaterra
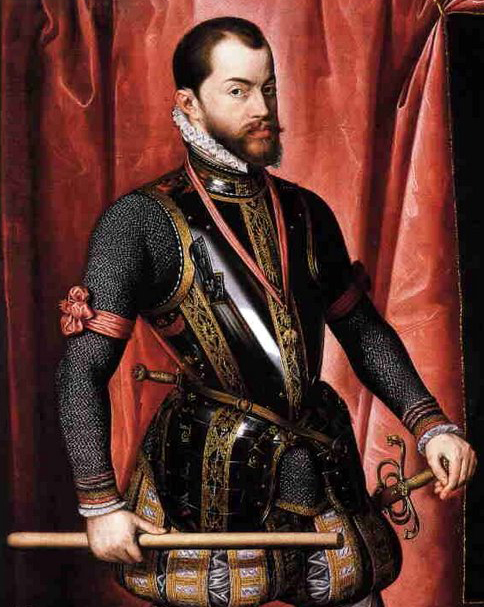
Filipe II de Espanha

## Contexto político
Esta paz tornou-se essencial uma vez que todas as partes estavam financeiramente esgotadas, ao ponto de arriscarem a bancarrota: os seus financiadores (nomeadamente os banqueiros de Antuérpia) ficaram arruinados por uma crise económica (1557-1559) sem precedentes. A França, já afetada economicamente pelas derrotas de Saint-Quentin (1557) e Gravelines (1558), estava a ser afetada pelas convulsões religiosas. Henrique II esperava aproveitar a paz para acabar com a reforma protestante. Após três anos, o protestantismo não cessava de se desenvolver apesar dos éditos repressivos. 
Mas o protestantismo também não deixava de crescer nos territórios espanhóis, como a Flandres. Desde Valladolid, que na altura acolhia o seu governo, Filipe II pretendia esmagar os seus opositores através da Inquisição. A Espanha viu, então, crescer a sua vocação colonial e evangelizadora no Novo Mundo, procurando fazer da França uma aliada na luta contra a Reforma, pelo que as cláusulas do tratado não foram tão desfavoráveis aos franceses como a situação militar poderia fazer crer.

## Consequências do tratado
A Espanha guardará, daqui em diante, até finais do século XVII, um domínio (direta e indiretamente) sobre o mosaico dos pequenos estados da península italiana, excepto sobre as repúblicas de Génova e de Veneza, e a Saboia-Piemonte. O general das tropas espanholas, o duque de Alba chegou a obrigar o Papa Paulo IV, aliados dos franceses, a capitular formalmente em 1557; os Papas seguintes serão aliados da Espanha na luta contra a Reforma. O tratado de Cateau-Cambrésis, fez com que a Itália entrasse num longo período de estagnação económico e intelectual, que marca o fim do Renascimento italiano.
O tratado previa a consolidação da paz através de dois casamentos reais:
- Isabel de Valois, filha de Henrique II, com Filipe II de Espanha;[6]
- Margarida de Valois, Duquesa de Berry, irmã de Henrique II, com o duque de Saboia Emanuel-Felisberto.[7]

É durante as festividades organizadas para estes casamentos reais que o rei Henrique II viria a ser mortalmente ferido. A sua morte deixará a França nas mãos da sua viúva, Catarina de Médici e dos seus numerosos filhos, envolvidos nas guerras de religião, favorecidas pela desmobilização da nobreza francesa na sequência destes tratados: as convulsões internas sucedem às guerras exteriores.